# Luo Zhichuan
Luo Zhichuan ou Lo Chih-ch'uan ou Lo Tchet-ch'ouan est un peintre chinois né à Lingjiang dans la province du Jiangxi en Chine aux XIIIe ou XIVe siècles. Ses dates de naissance et de décès ne sont pas connues, mais il est avéré qu'il est actif pendant la dynastie Yuan (1279-1368).

## Biographie
Luo Zhichuan n'est pas mentionné dans les textes chinois sur la peinture, par contre les annales coréennes et japonaises en parlent comme d'un lettré associé aux lettrés les plus notoires de son temps.

## Tradition du paysage
Pendant des siècles, la tradition dominante du paysage dans le Nord de la Chine est celle de l'École dite Li-Guo, inaugurée par Li Cheng au dixième siècle et développée entre autres par Guo Xi au onzième. Les artistes de cette école représentent les larges vallées fluviales à la végétation éparse de leur région, avec des montagnes auxquelles l'érosion confère d'étranges formes, et des massifs d'arbres dénudés ou de conifères. Les peintures des premières périodes de cette école expriment une froide grandeur et le sentiment austère de la lutte des espèces vivantes pour survivre dans ces rudes conditions.
Luo Zhichuan, cet artiste du début des Yuan pour ainsi dire oublié en Chine mais représenté par plusieurs de ses œuvres dans les collections japonaises ou américaines, pratique le style Li-Guo dans une forme relativement pure, en gardant sa morosité et les profondeurs de sa sombre expression. La plus subtile de ses œuvres qui nous restent, Corneilles dans de vieux arbres  porte d'ailleurs une ancienne inscription attribuant l'œuvre à Li Cheng, avec deux sceaux de Luo qui le désignent comme l'auteur.
Le tableau représente une scène fluviale en hiver, où le passage du proche au lointain s'opère dans une progression régulière, balisée par des groupes d'arbres tordus et des montagnes basses, couvertes de neige, dans le lointain. Le soir, les corneilles reviennent à leur nid, motif qui évoque ordinairement la nostalgie du retour au foyer mais doit avoir ici une signification plus profonde. Dans un écrit sur cette peinture, Richard Barnhart cite une inscription de Zhao Mengfu sur une œuvre similaire, qui contient ces lignes : « La volée des oiseaux qui tournoient a les apparences de la faim et du froid, et les oiseaux semblent pleurer tristement ». Barnhard commente : « En la circonstance, il n'est pas besoin de fournir un grand effort d'imagination pour comprendre que ce sujet est porteur d'un sens symbolique pour toute la classe des lettrés qui vivent dans l'hiver de l'occupation mongole,.
Luo Zhichuan, dont on sait peu de choses, est un lettré vivant à l'écart du monde. Qu'il soit né dans la province du Jiangsu et non au Nord suggère qu'il semble appartenir à des cercles où les peintures à la manière Li-Guo, récemment rapportées  du Nord par Zhao Mengfu et d'autres à la fin du treizième siècle, sont étudiées et appréciées. Toutefois, rien n'indique qu'il connaisse Zhao, et sa peinture ne révèle aucun contact avec les transformations que Zhao et ses disciples apportent à la tradition Li-Guo.
Ces transformations sont par contre très bien illustrées par les œuvres de Tang Di (1296-1364), élève de Zhao Mengfu. Ses compositions rappellent celles de Luo Zhichuan, mais à d'autres égards, les deux artistes divergent : dans les œuvres de Luo, l'émotion est transmise par l'image, dans celles de Tang, c'est le travail vigoureux du pinceau et ses distorsions expressives qui créent les effets. Le naturalisme de Luo n'est pas du goût de Tang.